# Мамакаев, Эдуард Арбиевич
Эдуа́рд Арби́евич Мамака́ев (28 апреля 1939, Грозный — 9 января 2025, Надтеречное, Чечня) — чеченский писатель, член Союза журналистов СССР с 1968 года и член Союза писателей СССР с 1992 года. Сын писателя Арби Мамакаева. Заслуженный работник культуры Российской Федерации (2007). Заслуженный работник культуры Чеченской Республики (2011).

## Биография
Родился 28 апреля 1939 года в Грозном. Его отец Арби Мамакаев работал диктором Чечено-Ингушского радиокомитета. В 1941 году по доносу Арби Мамакаев был арестован по обвинению в контрреволюционной деятельности. После ареста отца мальчик жил с бабушкой.
Осенью 1943 года по радио передали сообщение о том, что Арби Мамакаеву вынесен смертный приговор. Это сообщение, которое, как выяснилось впоследствии, оказалось ошибочным, привело к смерти бабушки. Эдуарда забрала к себе тётя, которая жила в Ногайской степи. Но из-за приближения немецких войск им пришлось бежать оттуда.
Годы депортации провёл в Нуринском районе Джезказганской области Казахской ССР. Там же окончил школу.
В 1958 году вернулся домой, где после 14 лет разлуки встретился с родителями. Через полтора месяца, в августе 1958 года, отец скончался.
Поступил на национальное отделение историко-филологического факультета Чечено-Ингушского педагогического института. После окончания института в 1962 году — учитель Надтеречной средней школы. В 1965 году стал секретарём Надтеречного райкома комсомола. Затем был ответственным секретарём районной газеты и собственным корреспондентом республиканской газеты «Ленинский путь».
С 1980 года работал на различных партийных и советских должностях, был заведующим бюро Всесоюзного общества «Знание». В 1990 году начал работать заведующий отделом культуры Надтеречного района. Параллельно работал над восстановлением дома, где родился и вырос его отец. В 1988 году состоялось открытие литературно-мемориального музея Арби Мамакаева. В настоящее время музей является филиалом Национального музея Чеченской Республики, а Эдуард Мамакаев — бессменный директор этого музея.
В годы первой чеченской войны предоставил беженцам и свой дом, и здание музея. Он делал всё, чтобы беженцы ни в чём не нуждались.
С 2005 по 2008 годы был председателем Союза писателей Чеченской Республики.
Умер 9 января 2025 года в возрасте 85 лет.

## Творчество
В пятом классе написал первое стихотворение. В восьмом классе написал на русском языке первое стихотворение, которые было опубликовано. Серьёзно стал заниматься поэзией в годы учёбы в институте. Его стихи печатались в районных и республиканских газетах, альманахе «Орга», коллективных сборниках литераторов Чечено-Ингушетии, передавались по телевидению и радио. На его стихи написано много песен, многие из которых стали популярными.
К творчеству всегда относился очень серьёзно:
В поэзии мой путь был трудным, потому что во всем и для меня, и для читателей эталоном стихотворчества был Арби, ниже которого нельзя было опускаться. Тогда не стоило бы и писать: если бы я сочинял плохо, говорили бы, что я позорю отца, а творил бы лучше, сказали бы, что хочу затмить его. И мне приходилось то подтягивать, то сдерживать себя.
Его первый поэтический сборник для детей «Белолобый» был издан в 1971 году. В том же году был издан ещё один «Звезды не умрут». Затем были сборники «Дети и солнце», «Солнце-птица, не спеши садиться» и другие. В 1987 году увидел свет сборник стихов и поэм для детей и взрослых «Осенний дождь». Его стихи вошли в «Антологию чечено-ингушской поэзии» (Грозный, 1981) на русском языке и «Антологию чеченской поэзии» (Москва, 2003) на чеченском языке.
Кроме стихов Эдуард Мамакаев писал очерки, рассказы, пьесы. По его произведения создан ряд телевизионных и кинематографических сценариев.
Мамакаев член Союза журналистов СССР с 1968 года, член Союза писателей СССР с 1992 года.

## Награды и звания
- Медаль «100 лет образования Чеченской Республики» (27 февраля 2024 года) — за заслуги в развитии чеченского языка и литературы, значительный вклад в художественную культуру Чеченской Республики, многолетнюю творческую деятельность, получившую общественное признание[4].
- Заслуженный работник культуры Российской Федерации (14 февраля 2007 года) — за заслуги в области культуры и многолетнюю плодотворную работу[5];
- Заслуженный работник культуры Чеченской Республики (25 апреля 2011 года)[6];
- медаль Министерства культуры России «За достижения в культуре».

Музей Арби Мамакаева удостоен высшей награды за успехи в пропаганде культуры и образования Российской Федерации — медали Андрея Сахарова.